# Ahold
Ahold este o companie specializată în comerțul cu amănuntul a produselor alimentare din Țările de Jos listată pe Euronext, ce a avut în 2006 o cifră de afaceri de 44,872 miliarde € și un profit de 915 milioane €.
A fost înființată de antreprenorul olandez Albert Heijn, nepotul antreprenorului cu același nume (1865-1945) care a pus bazele afacerii de familie, pornind de la un magazin alimentar.
A fuzionat cu grupul Delhaize în 2016 pentru a forma Ahold Delhaize.

## Expansiunea internațională
La mijlocul anilor 1970, compania a început să se extindă la nivel internațional, achiziționând companii din Spania și Statele Unite. Sub o nouă echipă de conducere, care pentru prima dată nu a inclus niciun membru al familiei Heijn, compania și-a accelerat creșterea prin achiziții în a doua jumătate a anilor 1990 în America Latină, Europa Centrală și Asia.
Ahold N.V. a primit denumirea "Royal" de la regina olandeză Beatrix a Țărilor de Jos în 1987, acordată companiilor care au funcționat onorabil timp de o sută de ani. În același an, Gerrit Jan Heijn, executivul Ahold și singurul frate al lui Albert Heijn, a fost răpit pentru răscumpărare și ucis.

## Fuziunea cu Delhaize Group
La 24 iunie 2015, grupul Delhaize a ajuns la un acord cu Ahold pentru a fuziona, formând o nouă companie, Ahold Delhaize. La finalizarea fuziunii, acționarii Ahold vor deține 61% din noua companie combinată, în timp ce acționarii grupului Delhaize vor deține restul de 39%. Directorul executiv al Ahold, Dick Boer, va deveni directorul executiv al companiei fuzionate, iar Frans Muller, directorul executiv al Delhaize, va deveni directorul executiv adjunct și șef de integrare.